# Elskop
Elskop ist eine Gemeinde im Kreis Steinburg in Schleswig-Holstein.

## Geografie und Verkehr
Elskop liegt fünf Kilometer östlich von Glückstadt in der Elbmarsch. Wenige Kilometer westlich verläuft die Bundesstraße 431 von Elmshorn nach Glückstadt, wenige Kilometer nordöstlich die Bundesautobahn 23 von Elmshorn nach Itzehoe.
Zur Gemeinde gehören die Ortsteile Elskoper Altendeich bzw. Am Alten Deich und Sushörn.

## Politik

### Gemeindevertretung
Bei der Kommunalwahl am 14. Mai 2023 wurden insgesamt sieben Sitze vergeben. Diese fielen erneut alle an die Kommunale Wählervereinigung Elskop. Die Wahlbeteiligung betrug 70,3 %.

## Geschichte
Bereits 1260 legten holländische Siedler die noch heute verwendeten Parzellen zur Siedlung an.
Acht Höfe der Gemeinde sind als Kulturdenkmäler anerkannt.
In den 1970er Jahren besaß Günter Grass für einige Zeit eines der Gehöfte.

## Wappen
Blasonierung: „In Gold ein schreitender roter Schwan mit erhobenen Flügeln und blauer Bewehrung.“
Elskop zählt zu den so genannten sieben Kremper-Marsch-Dörfern. Diese Gemeinden haben ein einheitliches Wappen. Mehr dazu siehe: Amt Krempermarsch

## Söhne und Töchter der Gemeinde
- Klaus Lange (* 1939), Kommunalpolitiker, Lehrer und Handballspieler
- Arthur Schmidt-Elskop (1875–1952), Diplomat